# Ludwig Seitz (Maler)

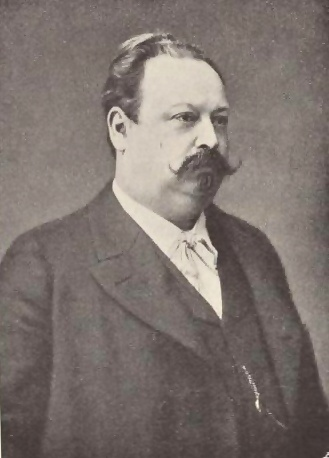
Ludwig Seitz

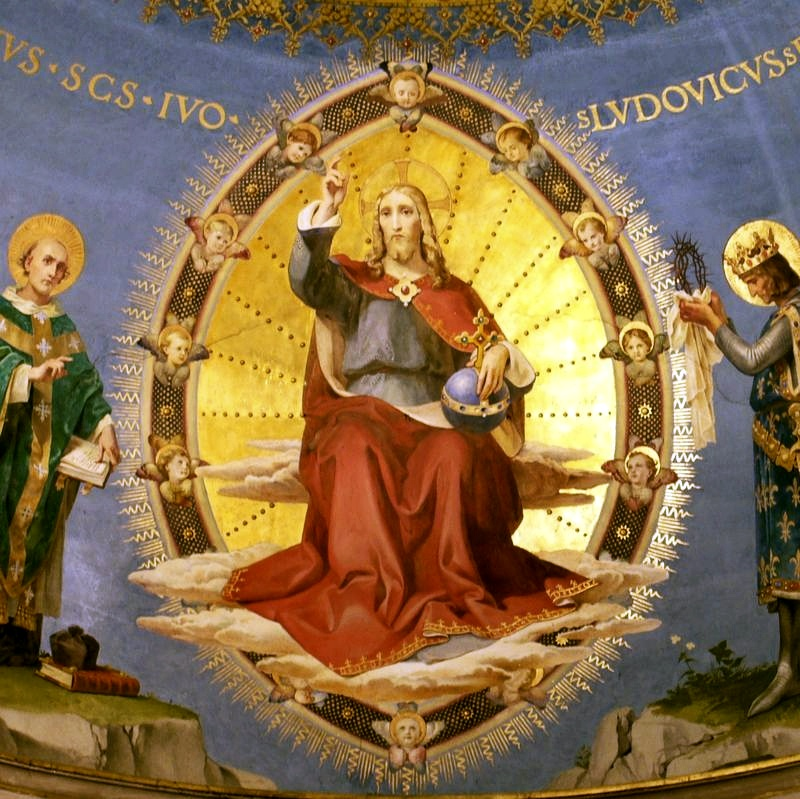
Chorfreso in der französischen Nationalkirche Sant'Ivo dei Bretoni, Rom

Ludwig Seitz, auch Ludovico Seitz (* 11. Juni 1844 in Rom; † 11. September 1908 in Albano Laziale) war ein italienischer Kunstmaler deutscher Abstammung und Direktor der Vatikanischen Galerien.

## Leben und Wirken
Er war der Sohn des aus München stammenden, zum römischen Nazarenerkreis gehörenden Malers Alexander Maximilian Seitz (1811–1888) und dessen Gattin Gertrud geb. Platner, Tochter des Diplomaten-Malers Ernst Zacharias Platner. König Ludwig I. von Bayern fungierte als sein Taufpate. Im Jahr 1877 wurde Seitz als Ehrenmitglied in die KDStV Hercynia Freiburg im Breisgau aufgenommen.
Ludwig Seitz wuchs als Schüler seines Vaters, sowie von Friedrich Overbeck, unter den römischen Nazarenern auf, studierte in Rom Malerei und lernte später auch bei Peter von Cornelius. Er wurde 1887 Inspektor, 1894 Direktor der Pinacoteca Vaticana. Seitz gehörte mehreren katholischen Künstlervereinigungen an und schuf insbesondere religiöse Fresken, die teilweise dem Nazarenerstil, teils aber auch dem Historismus zuzurechnen sind. Overbeck bezeichnete ihn als einen der talentiertesten Maler der jüngeren Generation.
Eines seiner berühmtesten Werke sind die im Auftrag von Papst Leo XIII. geschaffenen Deckenfresken in der Galleria dei Candelabri des Apostolischen Palastes, die heute ein Teil der Vatikanischen Museen ist. Ludwig Seitz malte u. a. die französische Nationalkirche Sant’Ivo dei Bretoni in Rom aus, ebenso die deutsche Kapelle der Basilika vom Heiligen Haus in Loreto und gemeinsam mit seinem Vater, die Kathedrale zu Đakovo in Kroatien.
Auch die deutsche Nationalkirche in Rom, Santa Maria dell’Anima, enthält wichtige Werke von Ludwig Seitz, u. a. die Kapelle zu Ehren der Heiligen Johannes Nepomuk und Johannes Sarkander sowie die Ausmalung der Decke im Kirchenschiff.
Einer seiner Schüler war der bayerische Kirchenmaler Kaspar Schleibner (1863–1931). Sein Nachfolger an der Vatikanischen Pinakothek wurde Pietro D’Achiardi.

## Galerie

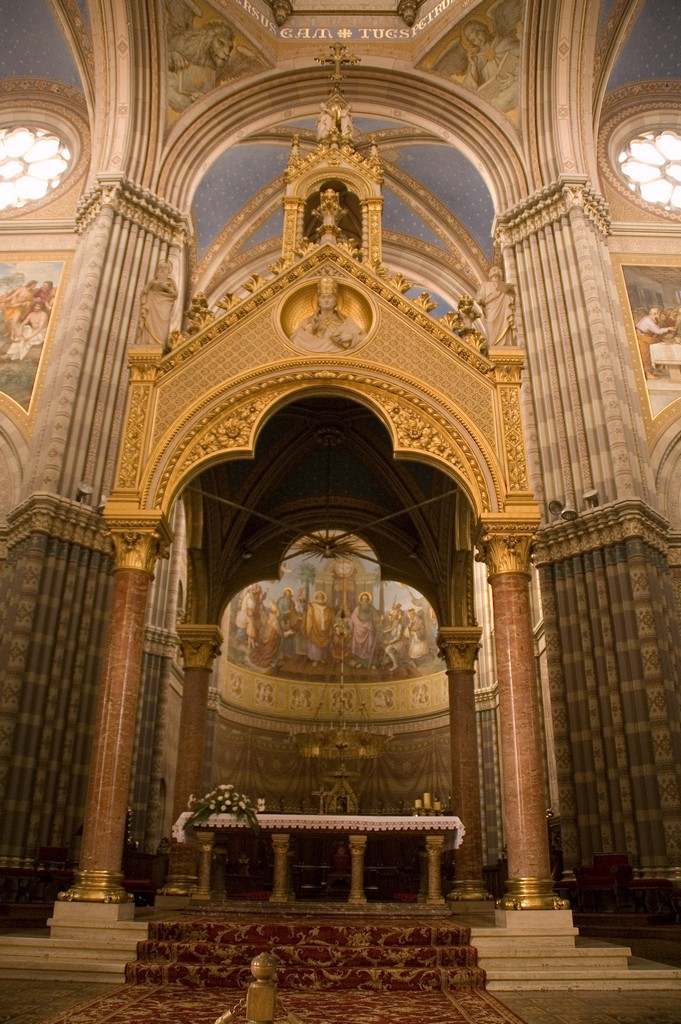
Fresken in der Kathedrale von Đakovo, Kroatien
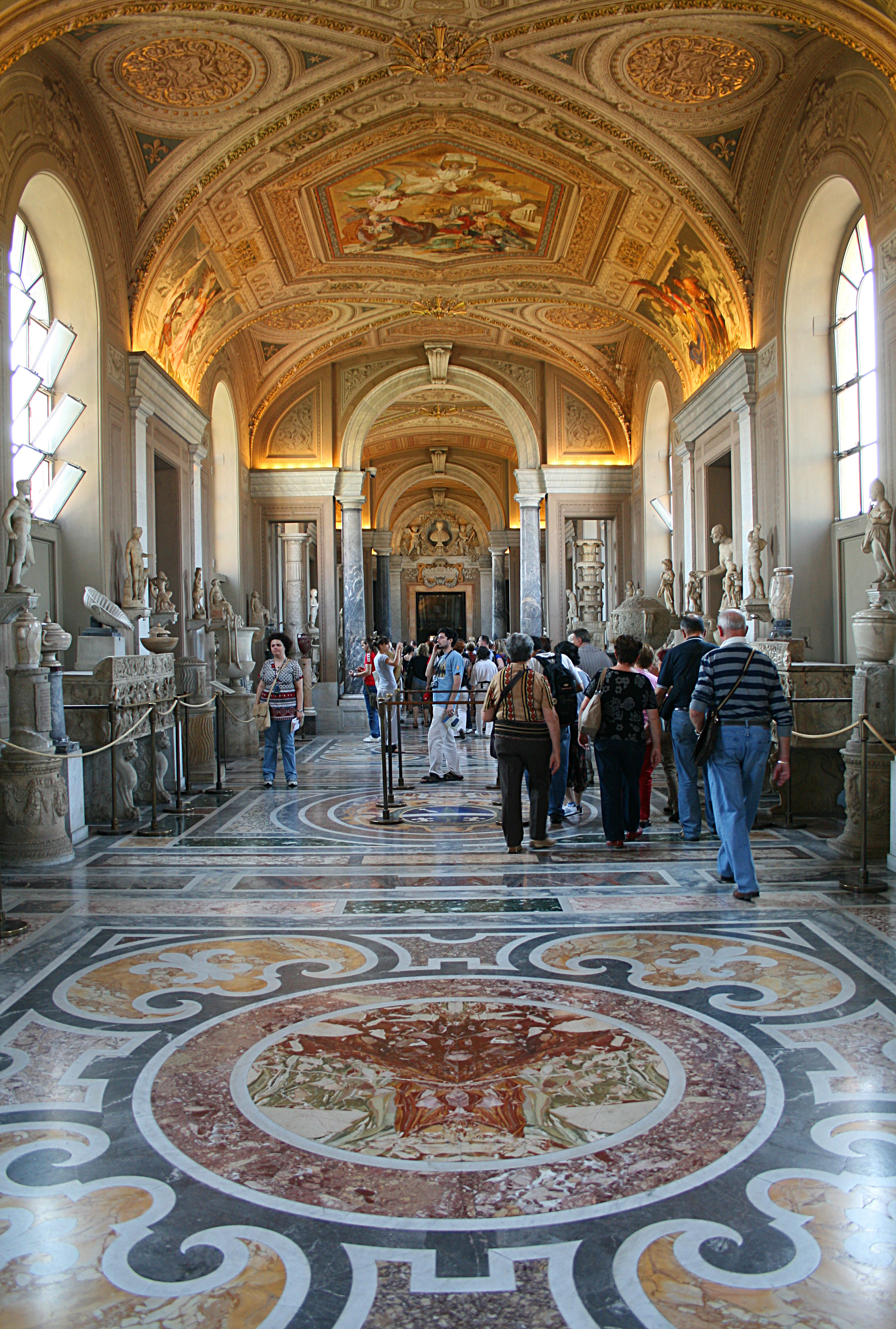
Die Deckenfresken der Galleria dei Candelabri, Vatikan
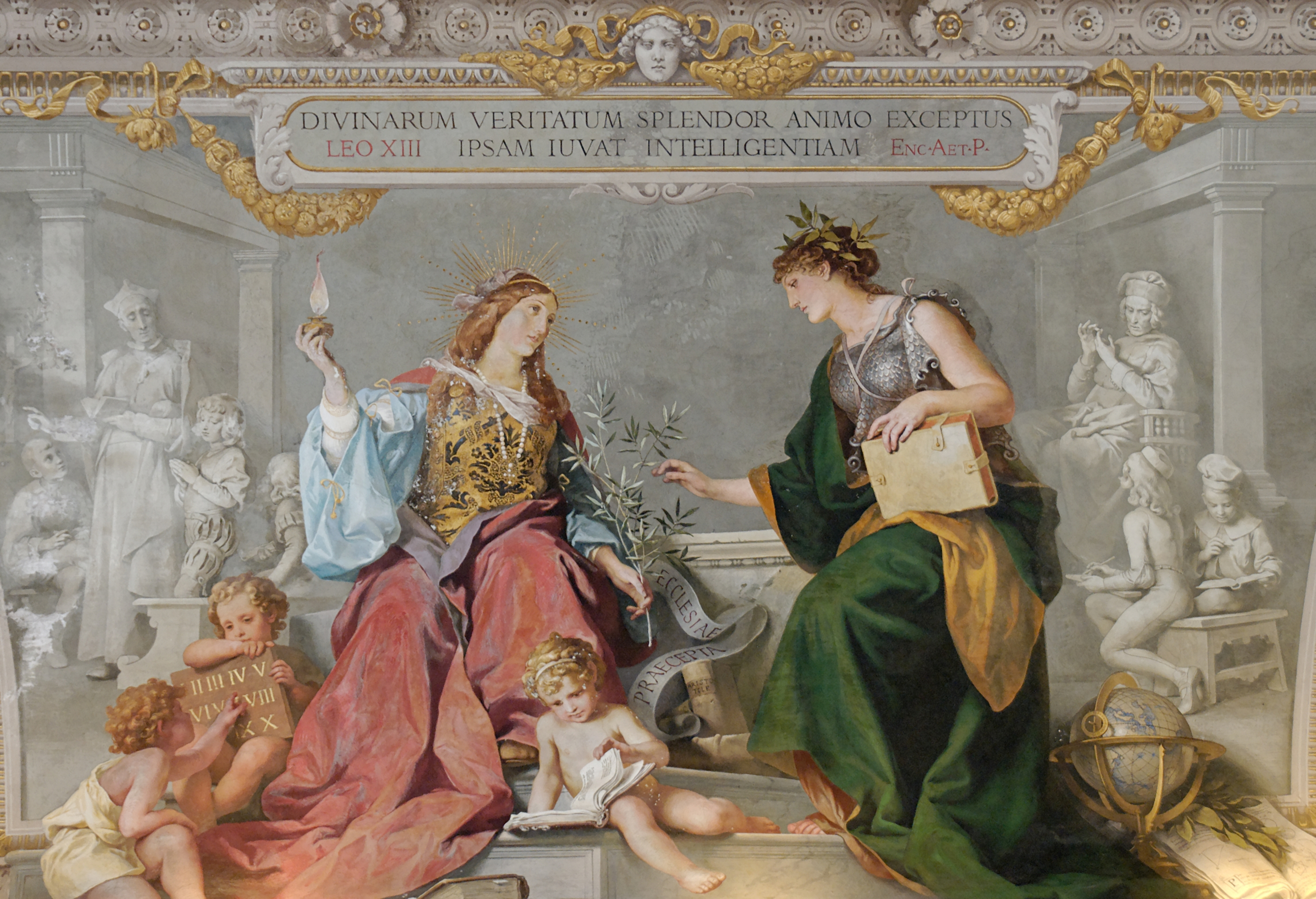
„Glaube und Wissenschaft“, Deckenfresko in der Galleria dei Candelabri
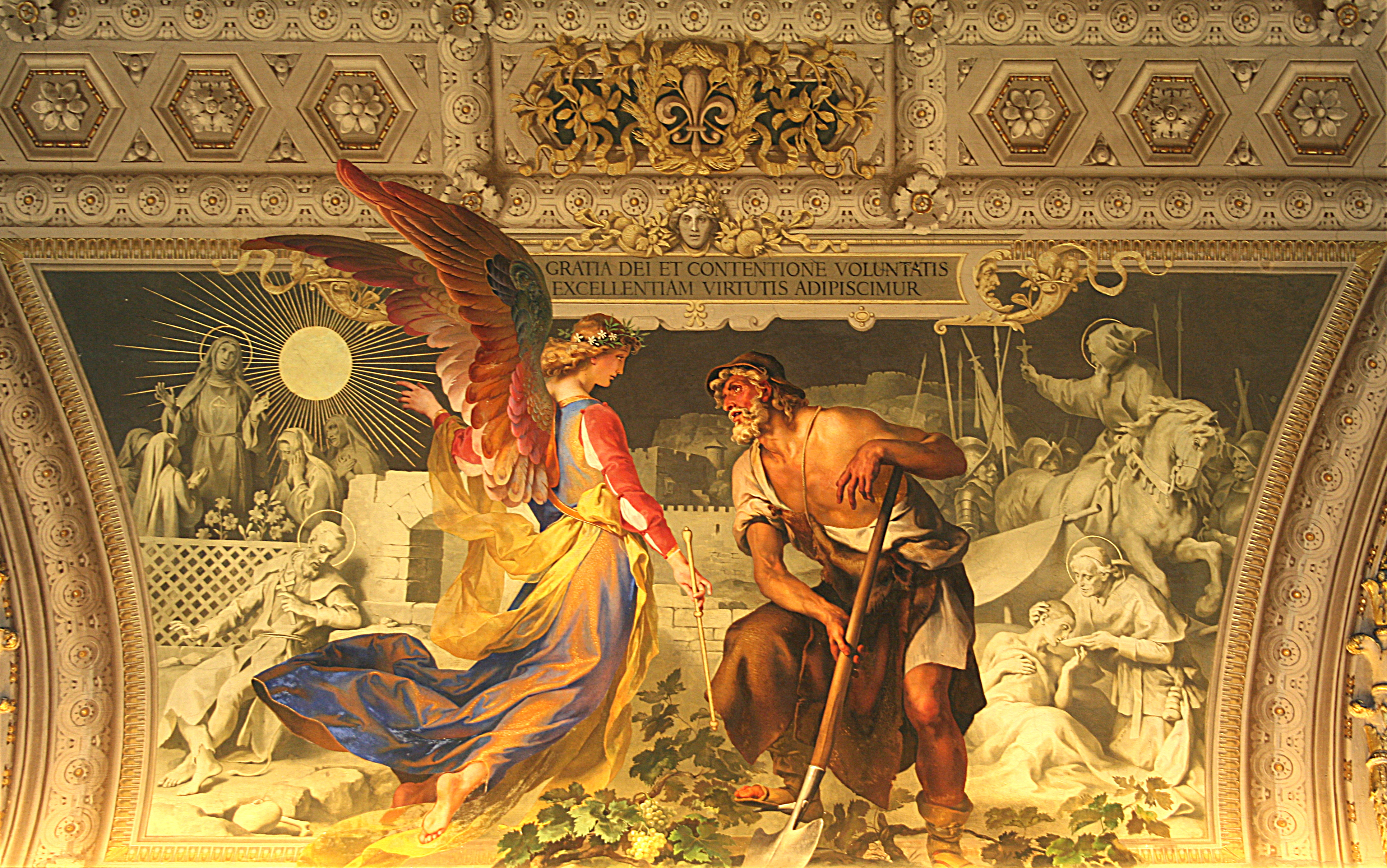
„Göttliche Gnade und menschliche Arbeit“, Deckenfresko in der Galleria dei Candelabri
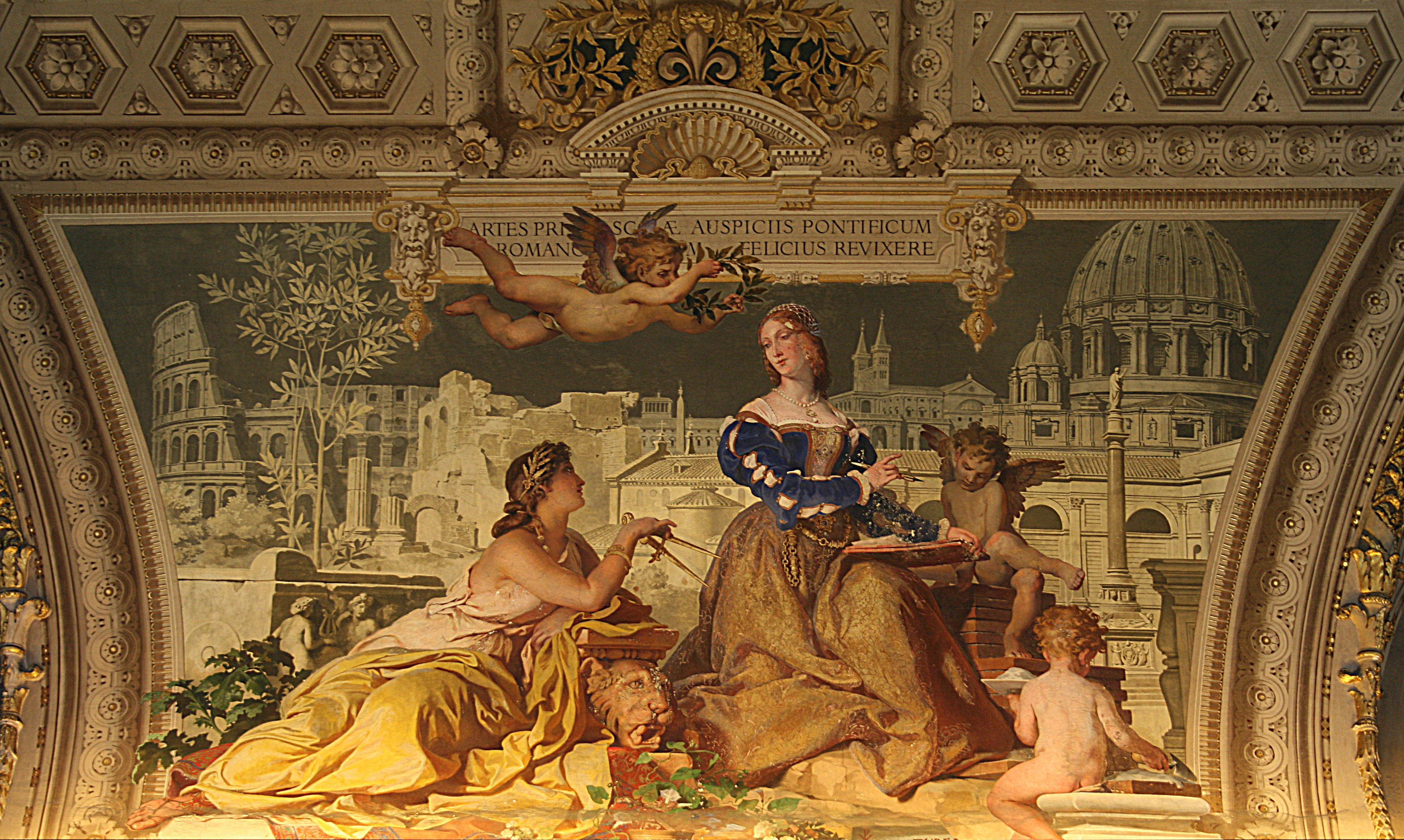
„Einheit von heidnischer und christlicher Kunst“, Deckenfresko in der Galleria dei Candelabri
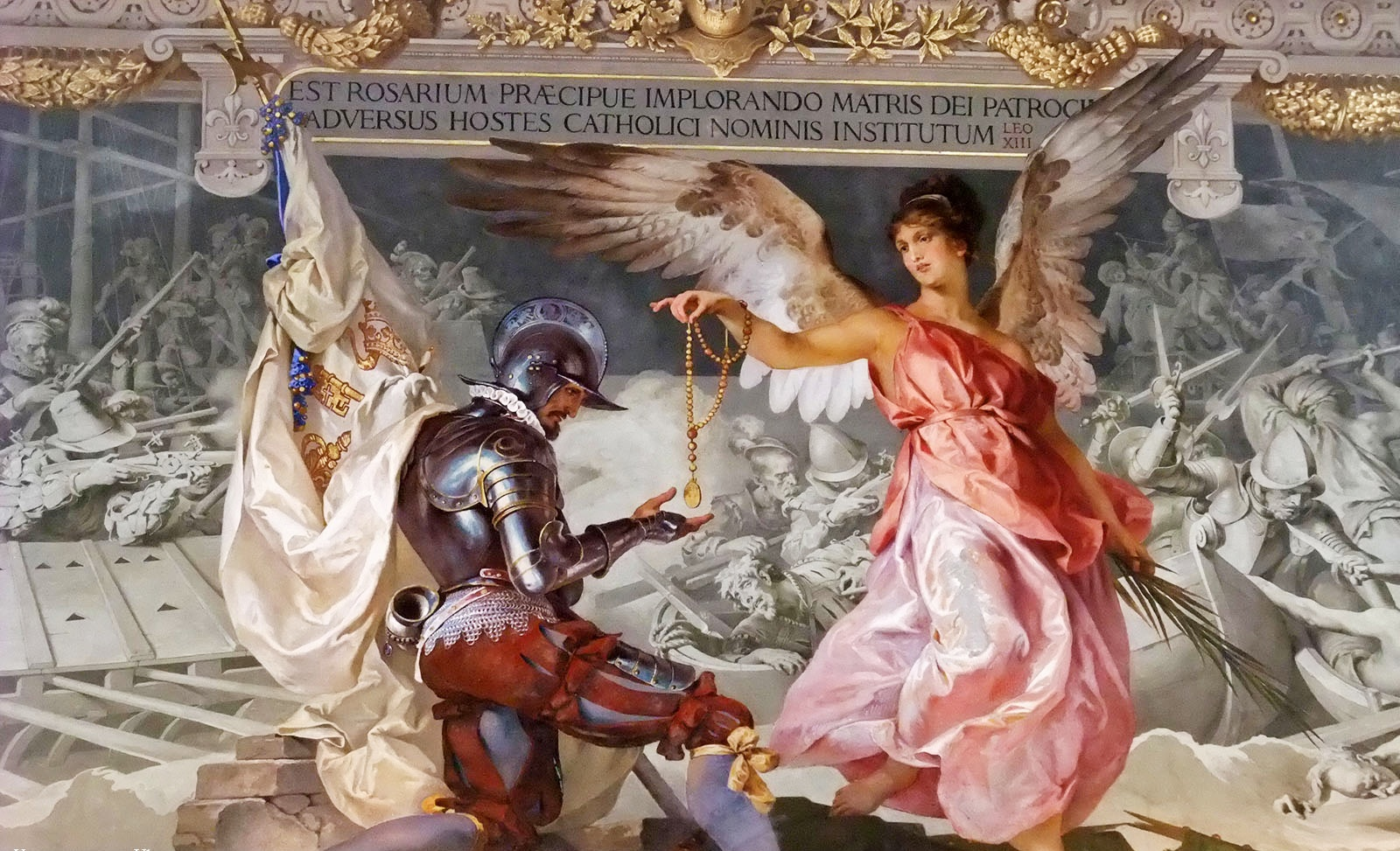
„Sieg durch den Rosenkranz in Lepanto“, Deckenfresko in der Galleria dei Candelabri
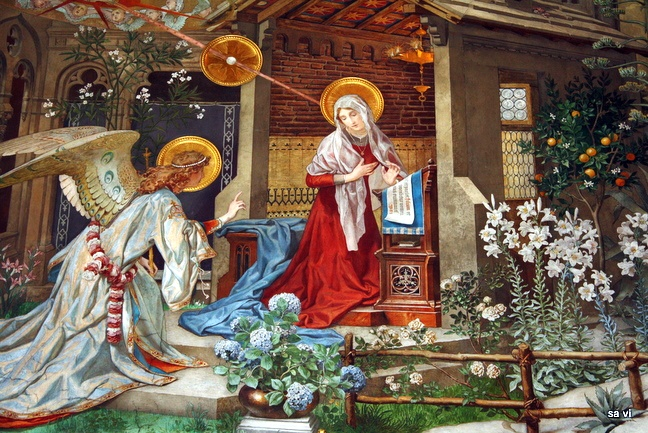
„Verkündigung“, Fresko in der Deutschen Kapelle der Basilika von Loreto
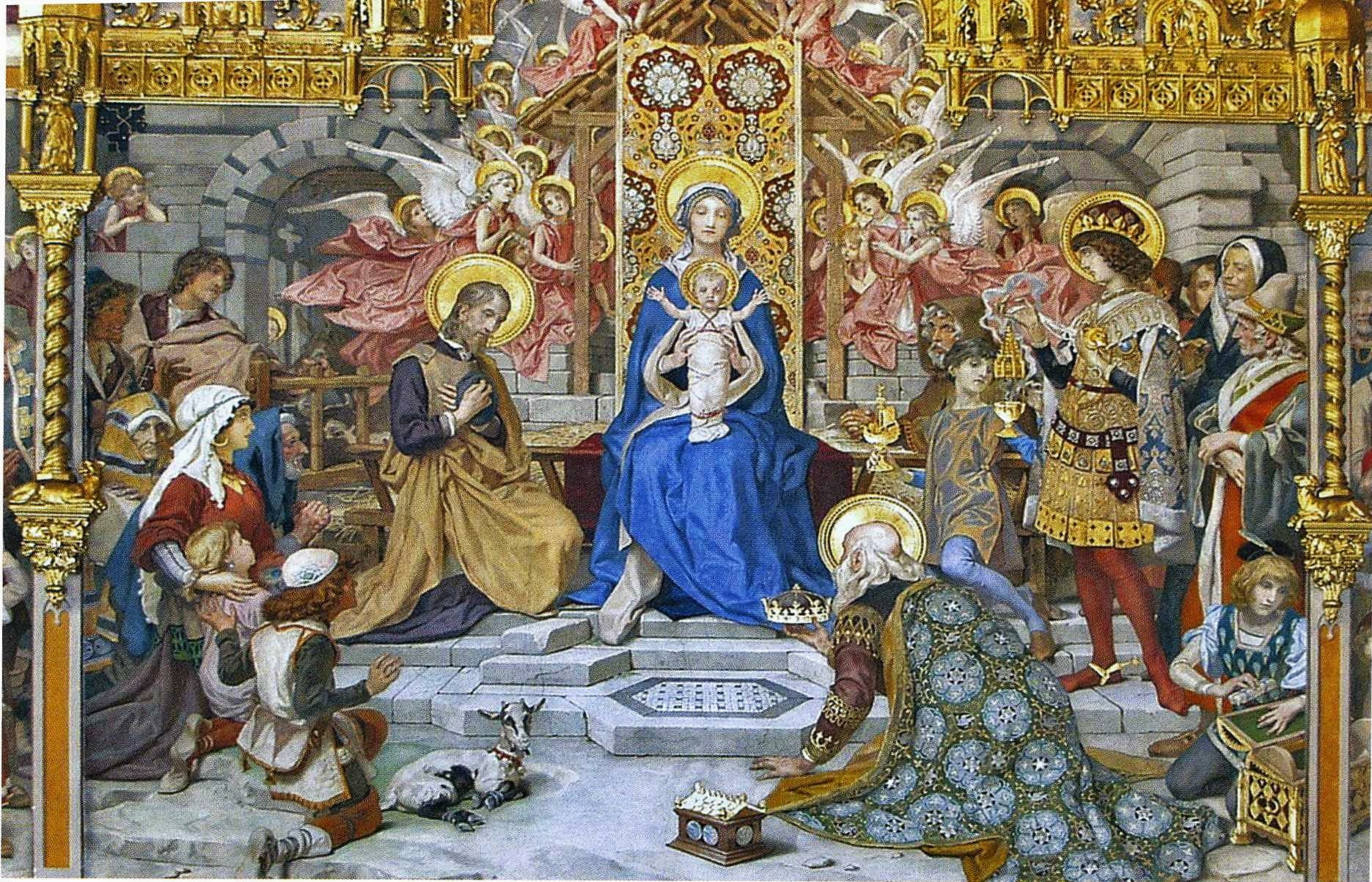
„Anbetung der Könige“, Fresko in der Deutschen Kapelle der Basilika von Loreto
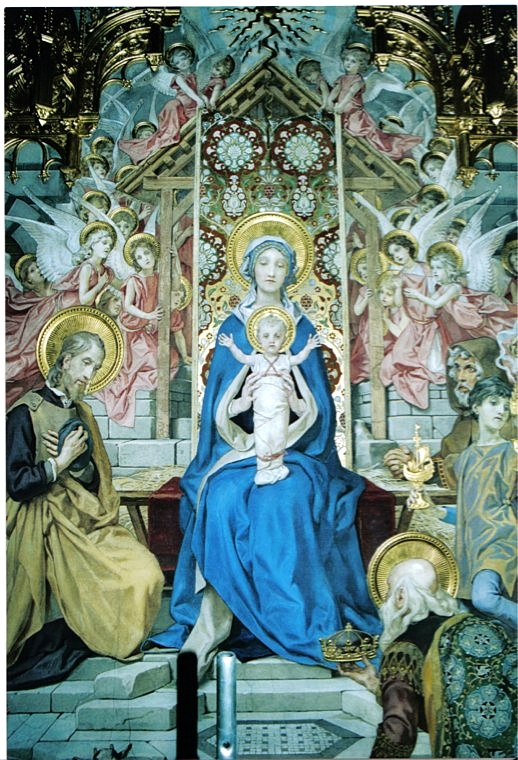
„Anbetung der Könige“ (Ausschnitt), Fresko in der Deutschen Kapelle der Basilika von Loreto
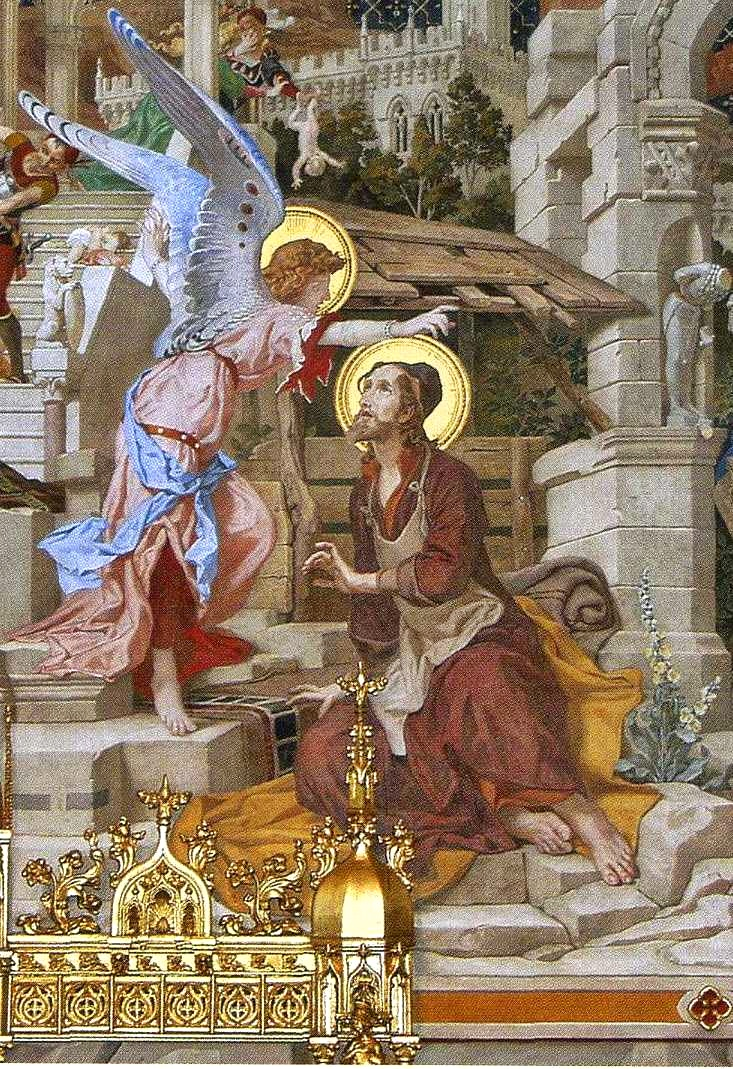
„Sankt Joseph“, Fresko in der Deutschen Kapelle der Basilika von Loreto